# Friedrich Maass
Friedrich Otto Maass (* 19. Oktober 1826 in Nordhausen, Provinz Sachsen, Königreich Preußen; † 9. Januar 1896 in Wien, Österreich-Ungarn) war ein österreichischer Buchdrucker.

## Leben
Friedrich Otto Maass wurde am 19. Oktober 1826 in der zur Provinz Sachsen gehörenden Stadt Nordhausen im Königreich Preußen geboren. Nachdem er in Nordhausen das Gymnasium besuchte, war er anschließend als Lehrling und Gehilfe bei diversen Buch- und Musikalienhändlern tätig. Mit dem Beginn der Märzrevolution 1848 musste Maass, der in contumaciam zu 20 Jahren Festungshaft verurteilt wurde, flüchten und führte daraufhin ein wechselvolles Leben, ehe er sich 1865 in Wien, das zu diesem Zeitpunkt noch Teil des Kaisertums Österreich war, niederließ und sesshaft wurde. Nachdem er in Wien zunächst ein sogenanntes Annoncenbureau eröffnete, errichtete er im Jahre 1871 eine Buchdruckerei. Vor allem die Zusammenarbeit mit Lorenz von Stein und mit Behörden des Verkehrswesens führte zu einem raschen Aufstieg der Buchdruckerei. Bis in die Zwischenkriegszeit wurde die Verwaltung und der Druck verschiedener Amtsblätter von der Druckerei von Friedrich Maass durchgeführt. Am 9. Januar 1896 verstarb Maass 69-jährig in Wien, wo er seine letzten 30 Lebensjahre verbrachte.